# Harold Johnson (boxe anglaise)
Pour les articles homonymes, voir Johnson et Harold Johnson.
Harold Johnson est un boxeur américain né le 9 août 1928 à Philadelphie, et mort dans cette ville le 19 février 2015.

## Carrière
Il remporte le titre de champion du monde des poids mi-lourds laissé vacant par Archie Moore en battant le 12 mai 1962 Doug Jones aux points. Johnson conserve ce titre en dominant Gustav Scholz avant d'être à son tour battu par Willie Pastrano le 1er juin 1963 (défaite aux points par décision partagée).

## Distinction
- Harold Johnson est membre de l'International Boxing Hall of Fame depuis 1993.